# Gradec (Kroatien)
Gradec ist eine Gemeinde im Norden Kroatiens, die zur Gespanschaft Zagreb gehört. Sie liegt ca. 40 km nordöstlich von Zagreb. Nach der Volkszählung von 2011 leben im Verwaltungsgebiet der Gemeinde Gradec 3681 Einwohner, in dem Hauptort selbst 461 Einwohner. Insgesamt besteht die Gemeinde aus 20 Ortschaften.

## Ortschaften in der Gemeinde
Einwohner laut Volkszählung 2011:
- Buzadovac – 109
- Cugovec – 391
- Festinec – 65
- Fuka – 99
- Grabrić – 89
- Gradec – 461
- Gradečki Pavlovec – 473
- Haganj – 504
- Lubena – 124
- Mali Brezovec – 77
- Podjales – 202
- Pokasin – 66
- Potočec – 88
- Remetinec – 67
- Repinec – 240
- Salajci – 72
- Stari Glog – 104
- Tučenik – 103
- Veliki Brezovec – 189
- Zabrđe – 158

## Persönlichkeiten
- Maksimilijan Vrhovac